# Ітобаал (цар Бібла)
Ітобаал (фінік. 𐤕𐤁𐤏𐤋)  — цар міста-держави Бібл бл. 990—975 роках до н.е.

## Життєпис
Син Ахірама, царя Бібла. Посів трон між 1000 та 990 роками до н. е. Насамперед відомий тим, що замовив чудовий саркофаг для свого батька, який було знайдено 1923 року. У попереджувальному написі на саркофазі Ітобаал згадував старійшин з моваду нарівні з царем. Можливо, міські посадовці мали вплив і на вибір володаря, бо дід Ітобаала швидше за все царем не був і нащадки ймовірно остерігалися, що в майбутньому мовад може віддати владу комусь іншому.
За його панування Бібл остаточно відновив політичну та економічну потугу, зберігає свій статус головного постачальника кедру до Єгипту. Також залишається провідним містом Фінікії, незважаючи на посилення конкуренції з боку Тіра. Йому спадкував син Єхімільку.